# Harjujärvi, Norrbotten
Harjujärvi är en sjö i Pajala kommun i Norrbotten och ingår i Kalixälvens huvudavrinningsområde.